# Andrej Rus
Andrej Rus, slovenski sociolog, univerzitetni predavatelj, politik * 13. avgust 1962, Ljubljana.
Diplomiral (1987) je na FSPN v Ljubljani in doktoriral na Kolumbijski univerzi v ZDA (država New York). Nato je dve leti delal kot svetovalec pri Ljubljanski banki, nato pa se je zaposlil na FDV, kjer kot profesor predava krizni menedžment in upravljanje gospodarskih družb ter vodi Center za evalvacijske in strateške raziskave, ki ga je na tej fakulteti oz. Inštututu za družbene vede ustanovil njegov oče Veljko Rus. 
Mdr. je bil podpredsednik stranke Zares.
Leta 2006 je bil na Listi Zorana Jankovića izvoljen v Mestni svet Mestne občine Ljubljana.